# 森囿麻衣子
森囿 麻衣子（もりぞの まいこ、1978年7月20日 - ）は、山口県萩市、出身の女優。血液型はO型、身長154cm/バスト80cm/ウェスト59cm/ヒップ84cmである。特技・趣味は背泳ぎ、ブリッジ、バスケットボールである。演劇ユニット「ピンクアメーバ」に所属。

## 出演作品

### テレビドラマ
- 拝啓、父上様 － 玉子 役、フジテレビ
- 結婚できない男 - フジテレビ
- 1リットルの涙SP

### 舞台
ピンクアメーバ
- マスタードケチャップ - 2002年
- 電脳ギンガ帝国verdes 2003年
- 繋いだ手の先のお城 - 2004年
- サナギ－マヒルニミルユメ - 2004年
- タイナイドケイ - 2005年
- アフリカの館 - 2005年
- ヤサシイモウジュウ - 2005年
- イヴの眠る海 - 2006年

その他
- シャバダバダ!